# Opisthorchis viverrini
Opisthorchis viverrini, tên thông thường Sán lá gan Đông Nam Á, là một loài sán lá ký sinh trùng từ họ Opisthorchiidae tấn công vào khu vực ống dẫn mật. Lây nhiễm xảy ra khi ăn cá sống hoặc nấu chưa chín. Nó gây ra bệnh opisthorchiasis (còn gọi là clonorchiasis). Niễm trùng Opisthorchis viverrini cũng dẫn đến ung thư đường mật, một bệnh ung thư túi mật và/hoặc ống dẫn của nó.
Opisthorchis viverrini (cùng với Clonorchis sinensis và Opisthorchis felineus) là một trong ba loài quan trọng nhất trong họ Opisthorchiidae. Trong thực tế O. viverrini và C. sinensis có khả năng gây ung thư ở người, và được phân loại theo Cơ quan Nghiên cứu Quốc tế về Ung thư là một nhóm sinh học gây ung thư vào năm 2009. O. viverrini là loài đặc hữu trên khắp Thái Lan, Cộng hòa Dân chủ Nhân dân Lào, Việt Nam và Campuchia. Trong miền Bắc Thái Lan, nó được phân bố rộng rãi, với tỷ lệ cao ở người, trong khi ở miền Trung Thái Lan có tỷ lệ thấp về tỷ lệ nhiễmΊ. Bệnh opisthorchiasis (do Opisthorchis viverrini) không xảy ra ở miền nam Thái Lan.

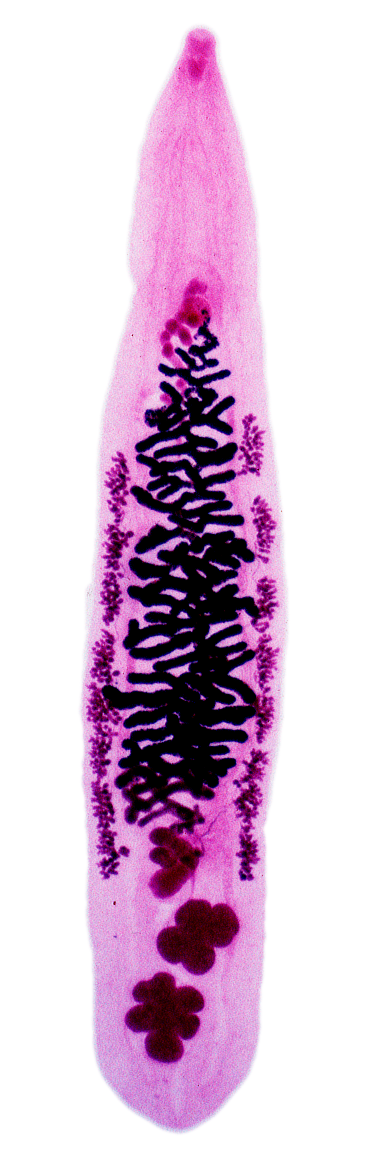
An adult Opisthorchis viverrini has these main body parts: oral sucker, pharynx, caecum, ventral sucker, vitellaria, uterus, ovary, Mehlis' gland, testes, exretory bladder. (See notes on the image.)

## Mô tả

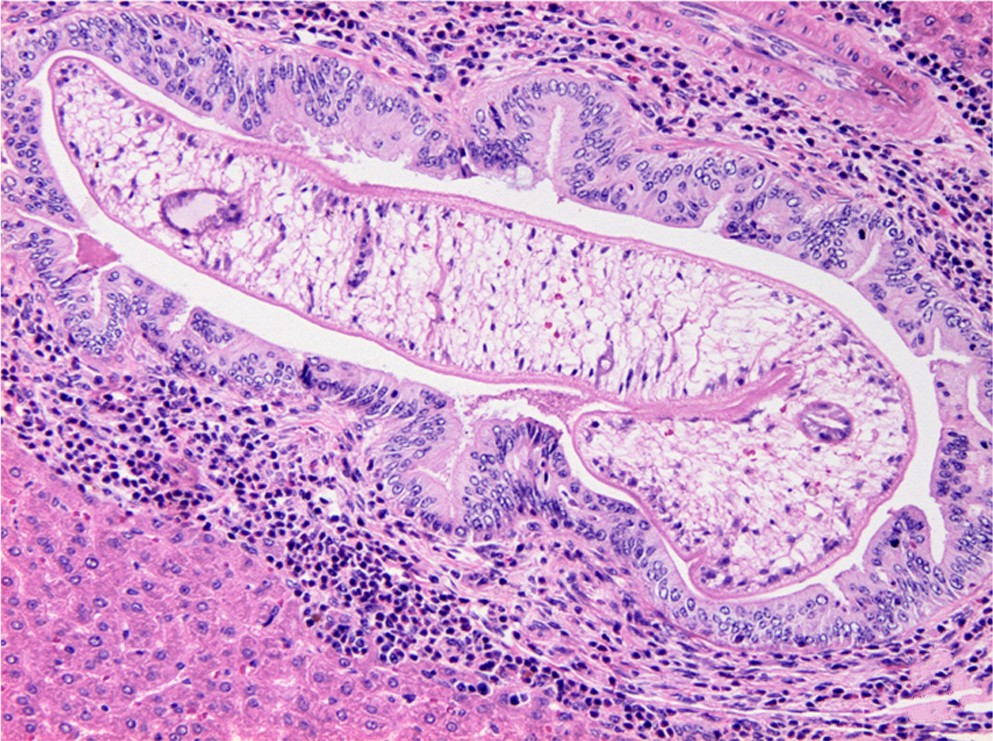
Photomicrograph of an adult Opisthorchis viverrini in bile ducts of experimentally infected hamster.

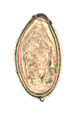
An egg of Opisthorchis viverrini. 400× magnification.

Tinh hoàn của con trưởng thành có dạng thuỳ so của tinh hoàn hình cây của Clonorchis sinensis.
Trứng của Opisthorchis viverrini có kích thước là 30 × 12 mm và hẹp hơn một chút và có hình trứng hơn của Clonorchis sinensis. Ấu trùng của Opisthorchis viverrini màu nâu, hình elip với hai giác hút kích thước ngang nhau: giác hút miệng và giác hát bụng. Chúng có kích thước 0.19–0.25 × 0.15–0.22 mm.